# Nikolaus
| Regenter med namnet Nikolaus: |
| Nikolaus I                    |
| Nikolaus II                   |
| Nikolaus III                  |
| Nikolaus IV                   |
| Nikolaus V                    |

Nikolaus (Nicolaus, Nicholaus, Nickolaus, Nicolas, Nicholas, Nikolas, Nickolas, Necklas, Nikolaj) är ett från början romerskt egennamn och mansnamn med grekiskt ursprung. Det är baserat på det grekiska namnet  Νικόλαος (Nikólaos), bildat av Nike (Νικό) ’seger’ och laos (λαος) ’folk’. Namnet har använts i Sverige sedan 1100-talet.
Namnet har i sina olika namnformer förekommit hos ett antal ryska tsarer och påvar. Även Niklas, Nils, Klas och Colin samt Mikołaj, vanligt i Polen, Mikałaj, vanligt i Belarus/Vitryssland och Mykola, vanligt i Ukraina, är varianter av namnet.
Stavningen Nikolaus är vanligast i de äldre generationerna, medan varianten Nicolas eller Nicholas är vanligast bland de yngre.
Namnet är vanligt bland svenskar födda under 1990-talet. De senaste åren har namnet (inklusive varianter) varit nära att bli ett av de 100 vanligaste tilltalsnamnen. 31 december 2005 fanns det totalt 3 698 personer i Sverige med någon variant av namnet, varav 1 944 med det som tilltalsnamn. År 2003 fick 97 pojkar namnet, varav 52 fick det som tilltalsnamn.
Den ryska namnvarianten Nikolaj bärs av 414 män i Sverige. Av dessa har 202 namnet Nikolaj som tilltalsnamn/förstanamn. (SCB)
Namnsdag i Sverige: 6 december (sedan 1200-talet). I den finlandssvenska namnsdagslängden har Nicolas namnsdag 6 december sedan 2010.

## Personer med namnet Nikolaus, Nicolas m.m.
- Med koppling till det svenska kungahuset:
  - Prins Nicolas, svensk prins
  - Prins Nicolas av Hohenzollern, barnbarn till kung Carl XVI Gustafs syster prinsessan Birgitta (och syssling till svenska prins Nicolas)[3]
  - Nikolai, greve av Monpezat, son till prins Joachim av Danmark och nummer sex i den danska tronföljden (och brylling till svenska prins Nicolas)
  - Nikolaos av Grekland och Danmark, son till Margrethe II av Danmarks syster Anne-Marie av Danmark (och syssling till svenska prins Nicolas mor prinsessan Madeleine)
  - Nicolas Hermann, barnbarnsbarn till Gustaf VI Adolfs brorson Lennart Bernadotte (och femmänning till svenska prins Nicolas), nr 1233 i den brittiska tronföljden[4]
  - Prins Nicolas av Belgien, son till Philippe av Belgiens bror prins Laurent av Belgien och nummer tolv i den belgiska tronföljden (och femmänning till svenska prins Nicolas mor prinsessan Madeleine)
  - Nicolás Guillermo, son till Beatrix av Nederländernas syster prinsessan Christina av Nederländerna (och femmänning till svenska prins Nicolas mor prinsessan Madeleine)
  - Prins Nikolaus Wilhelm av Nassau, bror till drottning Sofia av Nassau (gift med Oscar II) och hennes syster Helena av Nassau-Weilburg, vilka båda är anmödrar till svenska prins Nicolas[5]
  - Ej med Nikolaus som tilltalsnamn:
    - Prins August, Oscar I:s yngsta barn, hette Nikolaus August
    - Prins Eugen, Oscar II:s yngsta barn, hette Eugen Napoleon Nikolaus
    - Lennart Bernadotte, son till Gustaf VI Adolfs bror prins Wilhelm, hette Gustaf Lennart Nicolaus Paul Bernadotte
- Nikolaus (helgon), förebilden för den anglosaxiske jultomten Santa Claus
- Nicolaus Olai Bothniensis
- Nicholaus Breakspear, civilt namn för påven Hadrianus IV
- Nikolaus Koutakis
- Nicolaus Copernicus/Mikołaj Kopernik, astronom
- Nicolaus Decius
- Nikolaus von Falkenhorst
- Nikolaus Harnoncourt
- Nikolaus Otto
- Nicolaus Sahlgren
- Nikolaus av Tolentino, helgon
- Nikolaus Ludwig von Zinzendorf

## Påvar med namnet Nicolaus
- Nicolaus I
- Nicolaus II
- Nicolaus III
- Nicolaus IV
- Nicolaus V
- Nicolaus V (motpåve)